# Harrison County (Texas)
Das Harrison County ist ein County im US-Bundesstaat Texas. Das U.S. Census Bureau hat bei der Volkszählung 2020 eine Einwohnerzahl von 68.839 ermittelt. Der Sitz der County-Verwaltung (County Seat) befindet sich in Marshall.

## Geographie
Das County liegt im Osten von Texas an der Grenze zu Louisiana und hat eine Fläche von 2.370 Quadratkilometern, wovon 42 Quadratkilometer Wasserfläche sind. Es grenzt an folgende Countys und Parishes:
| Upshur County | Marion County |                          |
| Gregg County  |               | Caddo Parish (Louisiana) |
| Rusk County   | Panola County |                          |

## Geschichte
Das Harrison County wurde am 28. Januar 1839 aus Teilen des Shelby County gebildet. Die Verwaltungsorganisation wurde am 18. Juni 1842 abgeschlossen. Benannt wurde es nach Jonas Harrison (1777–1837). Dieser war bis zu einem Ruin im Jahr 1819 Anwalt und Banker im Michigan-Territorium. 1820 wanderte er nach Texas aus und engagierte sich hier in der Unabhängigkeitsbewegung.
18 Bauwerke und Stätten des Countys sind im National Register of Historic Places („Nationales Verzeichnis historischer Orte“; NRHP) eingetragen (Stand 24. November 2021).

## Demografische Daten

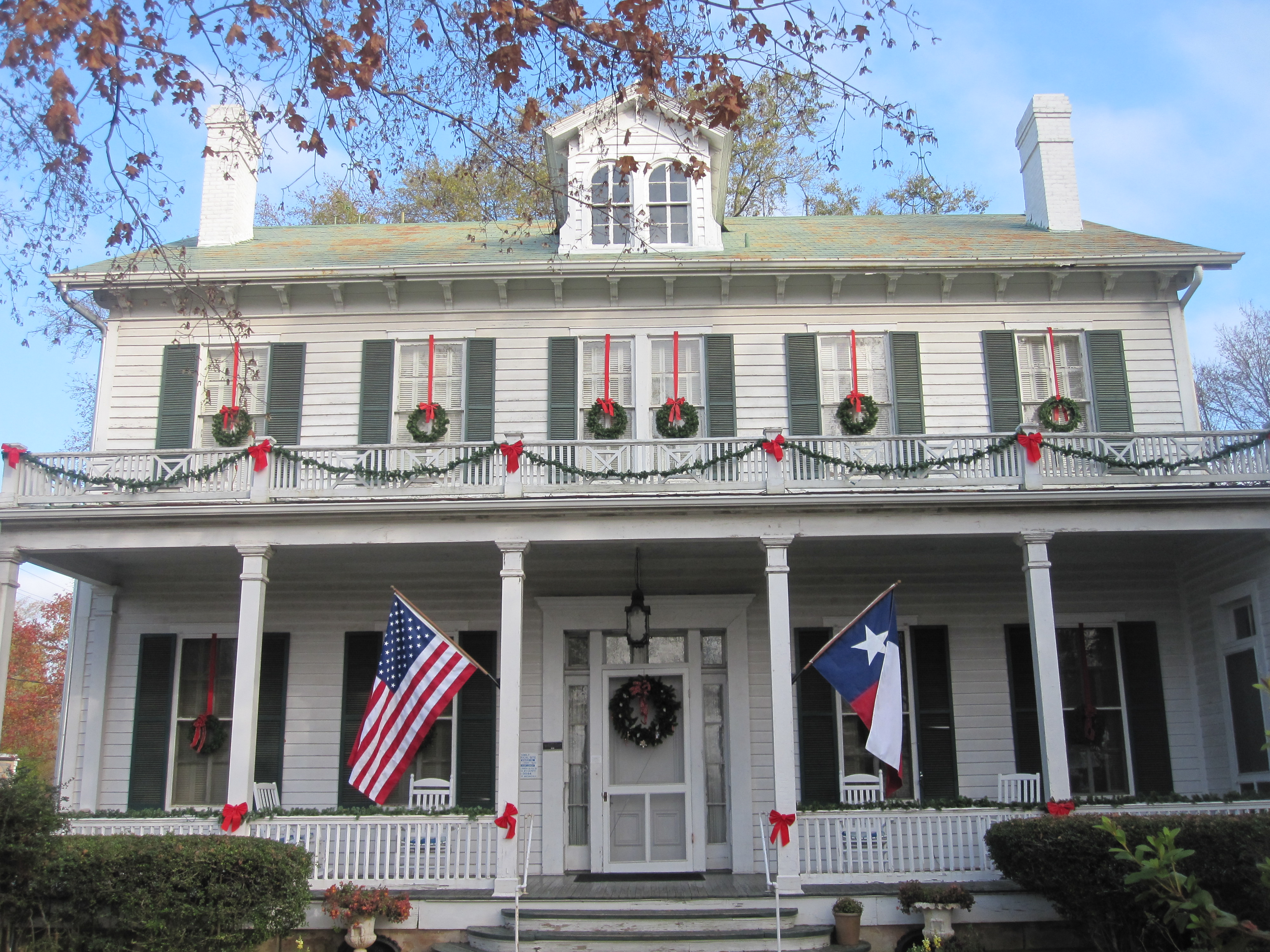
Das Starr House, auch bekannt unter Maplecroft, gelistet im NRHP mit der Nr. 79002972

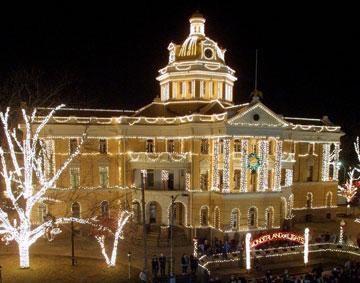
Das ehemalige Harrison County Courthouse in Weihnachtsbeleuchtung, gelistet im NRHP mit der Nr. 77001450

Nach der Volkszählung im Jahr 2010 lebten im Harrison County 65.631 Menschen in 22.903 Haushalten. Die Bevölkerungsdichte betrug 28,2 Einwohner pro Quadratkilometer.
Ethnisch betrachtet setzte sich die Bevölkerung zusammen aus 68,6 Prozent Weißen, 21,9 Prozent Afroamerikanern, 0,7 Prozent amerikanischen Ureinwohnern, 0,5 Prozent Asiaten sowie aus anderen ethnischen Gruppen; 1,7 Prozent stammten von zwei oder mehr Ethnien ab. Unabhängig von der ethnischen Zugehörigkeit waren 11,1 Prozent der Bevölkerung spanischer oder lateinamerikanischer Abstammung.
In den 22.903 Haushalten lebten statistisch je 2,68 Personen.
25,4 Prozent der Bevölkerung waren unter 18 Jahre alt, 61,8 Prozent waren zwischen 18 und 64 und 12,8 Prozent waren 65 Jahre oder älter. 50,9 Prozent der Bevölkerung war weiblich.

Das jährliche Durchschnittseinkommen eines Haushalts lag bei 43.503 USD. Das Prokopfeinkommen betrug 20.776 USD. 15,4 Prozent der Einwohner lebten unterhalb der Armutsgrenze.

## Städte und Gemeinden
Citys
| - Hallsville - Longview1 - Marshall | - Scottsville - Waskom |

Town
- Uncertain

Unincorporated Communitys
| - Elysian Fields - Gill - Harleton - Jonesville | - Karnack - Latex - Nesbitt - Woodlawn |

1 – teilweise im Gregg County